# Larentia cinerearia
Larentia cinerearia là một loài bướm đêm trong họ Geometridae.